# Breznay Anna
Breznay Anna, Breznai (Székelyudvarhely, 1868. szeptember 14. – 1929 után) színésznő. Breznay Géza színész lánya. 

## Élete
1875 és 1883 között gyerekszínészként kezdte, majd felnőtt pályája elején főleg a naiva szerepkörben, népszínművekben voltak sikerei. Később a vidéki színpadok sokoldalú színésznője volt. Házastársa Kiss István bariton volt, akitől később elvált. 1914 márciusában ünnepelte harmincéves színpadi jubileumát és ugyanezen év szeptemberében nyugdíjba vonult. 

## Főbb szerepei

### Színházi szerepei
- Ágnes (Csepreghy F.: Sárga csikó)
- Klára (Gaál J.: A peleskei nótárius)

### Filmszerepei
- A végrendelet (1919) – a szénégető felesége
- A dada (1919) – Erzsébet anyja
- Lengyelvér (1921) – Gusztina
- Jön a rozson át! (1921)– Helmárné, az ezredes felesége
- Megfagyott gyermek (1921, rövid) – Házmesterné
- Viola, az alföldi haramia (1922)
- Anyósok gyöngye (1922)

## Színházi társulatai
1875–1879: Krecsányi Ignác; 1879: Csóka Sándor; 1880: Krecsányi Ignác, Mosonyi Károly; 1881–1883: Csóka Sándor; 1883: Mosonyi Károly; 1884–1886: Jakab Lajos; 1886: Mosonyi Károly; 1887: Csóka Sándor; 1888: Mosonyi Károly; 1889–1895: Halmai Imre; 1895–1897: Somogyi Károly; 1898: Kovács Sándor; 1898: Magyar Színház; 1899: Szalkay Lajos; 1900–1904: Komjáthy János; 1904: Pesti I. Lajos; 1905: Balla Károly; 1907: Polgár Károly; 1908–1910: Palágyi Lajos; 1910: Mezei János; 1911: Patek; 1912–1914: Polgár Károly.